# Nuez de macadamia

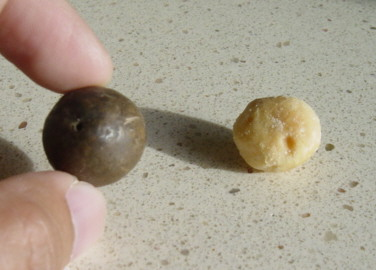
Fruto y nuez de macadamia con caparazón.

Nuez de macadamia,  o nuez de Queensland  son nombres dados a la nuez conocida con el nombre comercial de macadamia, la semilla comestible de dos especies de árboles del género Macadamia de la familia de las Proteaceae .

## Origen
La macadamia es un fruto dulce extraído de un árbol originario de Australia, perteneciente a una de las especies explotadas comercialmente del género Macadamia : Macadamia integrifolia, originaria de Queensland, donde crece en bosques muy húmedos, y Macadamia tetraphylla, originaria de Nueva Gales del Sur .
Fue descubierta hace unos 500 años por los aborígenes, los indígenas de Australia. Los colonos europeos le redescubrieron en 1858 . El botánico que hizo estudios de identificación de estas plantas fue el naturalista y político australiano de origen escocés John Macadam ( 1827-1865 ) en la expedición de Burke y Wills . El nombre de la planta fue dado por el botánico alemán Ferdinand von Mueller ( 1825 - 1896 ), en honor a su descubridor, que iba con él.

## Características

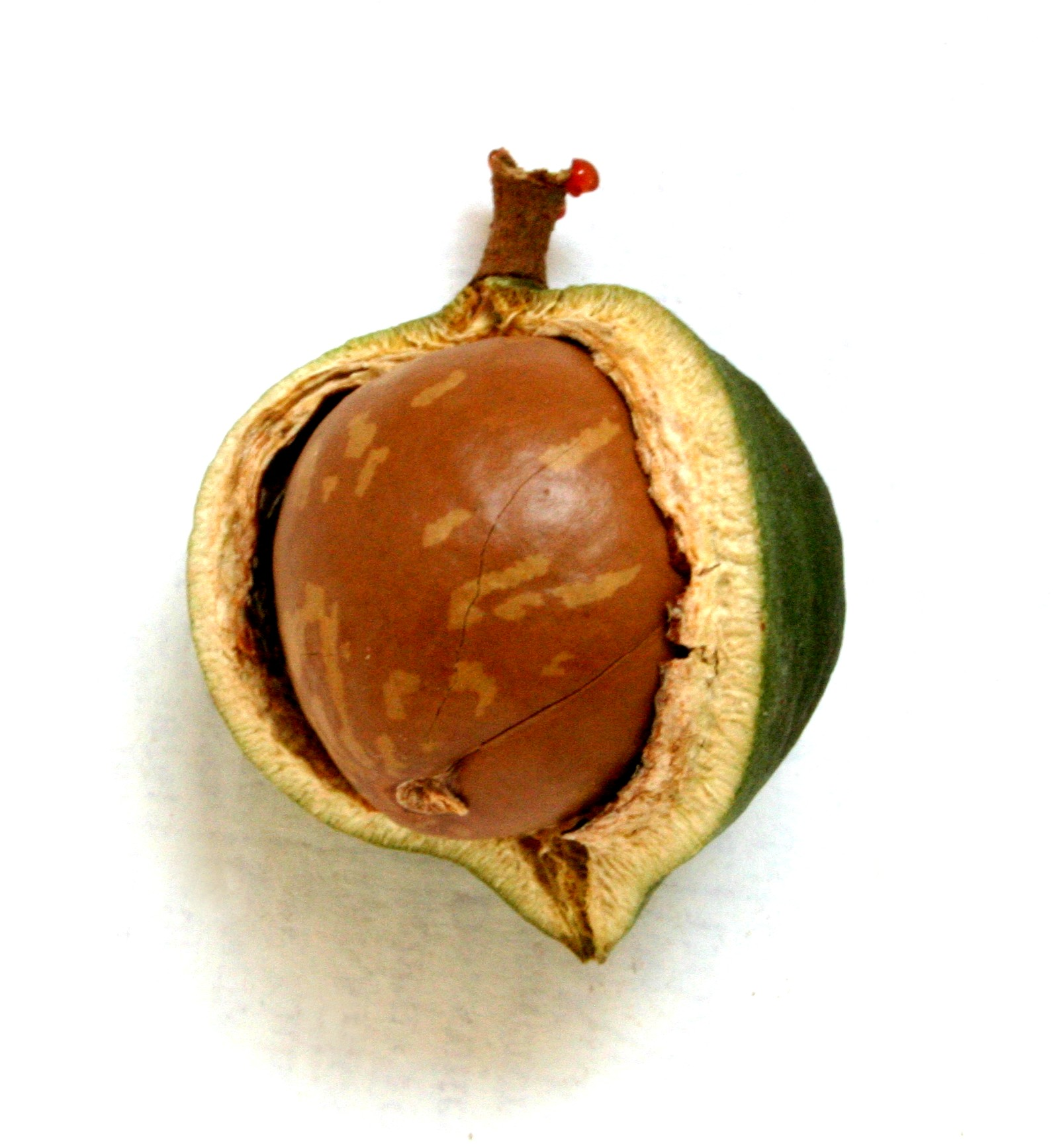
Fruto: folículo maduro parcialmente abierto.

La nuez de macadamia está formada por una almendra redonda cerrada dentro de un caparazón de avellana muy resistente y dura. Se necesitan unos 2000 kPa para romper el caparazón, pero si se almacena durante algún tiempo en un lugar fresco y seco (provocando la pérdida de muchas de sus cualidades nutricionales), es más fácil abrir el caparazón protector mediante un destornillador o un cuchillo . Para abrir el caparazón es necesario identificar la línea de unión entre los dos caparazones, insertar un cuchillo en el interior golpeando con un martillo. De esta forma se abre la nuez y se puede quitar la almendra de su interior. Una vez madurado tiene un gusto agradable; Su sabor recuerda al coco, cuya acidez no supera el 2 %.

## Explotación
La nuez de macadamia es comestible y se cultiva y se comercializa desde el siglo XIX, en las islas Hawái, donde se importaron árboles australianos en 1887. Hay una especie de menor calidad (Teraphile) que se cultiva en Sudáfrica, Costa Rica, Brasil y California . Algunas especies de macadamia son tóxicas para la alimentación humana por la presencia de un glucósido ( M. whelanii y M. ternifolia ).

## Valor nutricional
| Macadamia, frutos secos crudos                                                                                               | Macadamia, frutos secos crudos             |
| Valor nutricional per cada 100 g (3,53 oz)                                                                                   | Valor nutricional per cada 100 g (3,53 oz) |
| --- | ------------------------------------------ |
| Energía | 3080 kJ (740 kcal)                         |
| Carbohidratos |                                            |
| Hidratos de carbono totales                                                                                                  | 13,8 g                                     |
| •Azúcares | 4,57 g                                     |
| • Fibra dietética | 8,6 g                                      |
| |                                            |
| Grasas |                                            |
| • saturadas | 12 g                                       |
| • monoinsaturadas | 59 g                                       |
| • poliinsaturadas | 1,5 g                                      |
| |                                            |
| Proteínas |                                            |
| Proteínas totales | 7,9 g                                      |
| |                                            |
| Vitaminas |                                            |
| Tiamina (vit. B1) | 1,195 mg (104%)                            |
| Riboflavina (vit. B2) | 0,162 mg (14%)                             |
| Niacina (vit. B3) | 2,473 mg (16%)                             |
| Ácido pantoténico (B5) | 0,76 mg (15%)                              |
| Vitamina B6 | 0,275 mg (21%)                             |
| Ácido fólico (vit. B9) | 11 μg (3%)                                 |
| Vitamina C | 1,2 mg (1%)                                |
| Vitamina E | 0,54 mg (4%)                               |
| |                                            |
| Minerales |                                            |
| Calcio | 85 mg (9%)                                 |
| Hierro | 3,69 mg (28%)                              |
| Magnesio | 130 mg (37%)                               |
| Manganeso | 4,1 mg (195%)                              |
| Fósforo | 188 mg (27%)                               |
| Potasio | 368 mg (8%)                                |
| Zinc | 1,30 mg (14%)                              |
| |                                            |
| Fuente: entrada de la base de datos USDA. Los porcentajes son relativos al nivel de ingesta diaria recomendado para adultos. |                                            |

## Composición
La nuez de macadamia es una fruta muy rica en aceite (78% con aproximadamente un 60% de ácidos grasos monoinsaturados), minerales, hidratos de carbono, calcio, fósforo, proteínas y vitaminas A, B1 y B2. La extracción del aceite, que se realiza exclusivamente por presión en frío y filtración, se practica tanto para la industria alimenticia como para la cosmética .

### Promedio de ácidos grasos
La macadamia tiene una composición muy rica en ácidos grasos, con predominio de ácidos grasos insaturados :
- Ácidos grasos saturados:
  - Ácido palmítico C 16:0 9 a 10 %.
  - Ácido esteárico C 18:0 3,5 a 6 %.
  - Ácido araquídico C 20:0 2,4 a 3,7 %.
- Ácidos grasos insaturados:
  - Ácido palmitoleico C 16:1 18 a 28 %.
  - Ácido oleico C 18:1 50 a 56 %.
  - Ácido linoleico C 18:2 2,8 a 3,4 %. (familia de los omega 6 )